# Лианозовский молочный комбинат
Лианозовский молочный комбинат — крупное предприятие в московском районе Восточное Дегунино, производитель молока, молочных продуктов, фруктовых и овощных соков и нектаров. Запущено в эксплуатацию в 1989 году с проектной мощностью переработки 2 тыс. тонн молока в сутки, в 1992 году акционировано, в 1995—1997 годы перешло под контроль компании «Вимм-Билль-Данн», став фактически головным предприятием этой фирмы. С 2011 года принадлежит американской корпорации PepsiCo, поглотившей «Вимм-Билль-Данн».
Годовой объём переработки молока — 292 тыс. тонн (2014), выпуск готовой продукции — около 1 тыс. тонн в сутки (2015), численность работников — около 2,2 тыс. (2015).

## Местоположение
Предприятие занимает основную часть территориального молочно-промышленного комплекса на севере Москвы, выделенного на территории около 12 га в квартале, ограниченном Дмитровским шоссе, Дубнинским и Вербилковским проездами. Юго-западная часть комплекса занята Лианозовским заводом детских молочных продуктов, запущенным в 1982 году и функционировавшим как самостоятельное предприятие (в середине 1990-х годов приобретён «Вимм-Билль-Данном»). Северо-западную часть комплекса занимает логистический центр предприятия. Шестиэтажное административное здание расположено на западе фасадом к Дмитровскому шоссе, к нему примыкает офисно-гостиничный комплекс «Лианозовский». В центре квартала расположено несколько крупных цеховых корпусов.

## Основание и первые годы
Проект комбината предусматривал создание в рамках московского производственного объединения «Молоко» крупнейшего в мире на тот момент предприятия молочной промышленности — мощность завода проектировалась из расчёта переработки 2 тыс. тонн сырья ежедневно (при этом головное предприятие объединения — Останкинский молочный комбинат, — обладал мощностью переработки порядка 1 тыс. тонн в сутки). Проект предусматривал создание автоматизированных систем управления технологическим процессом для всех основных линий, плановые объёмы выпуска — 500 тонн молочной продукции в смену, в основном — стерилизованного и пастеризованного молока, а также кефира, сливок, простокваши, ряженки, сметаны, творога, сухой молочной сыворотки. При этом в проект изначально была заложена убыточность предприятия.
Комбинат был в основном построен к 1987 году, но в эксплуатацию запущен только в 1989 году. Генеральным директором назначен Владимир Тамбов. В первые годы предприятию не удавалось ни освоить весь запланированный ассортимент (выпускались только стерилизованное молоко в стеклянных бутылках и полиэтиленовых пакетах, сметана, творог и кефир), ни выйти на проектные объёмы выпуска по основным видам продукции, максимальный объём производства готовой продукции составлял около 1,1 тыс. тонн в сутки. Отмечались жалобы на необычно быстрое скисание стерилизованного молока. Отгрузка осуществлялась только в металлических контейнерах с минимальной партией 150 кг продукции, что осложняло заказ со стороны небольших предприятий торговли и общественного питания. Для наращивания объёмов выпуска численность работников в первые годы была увеличена до 1900 человек, при этом зарплата была ниже, чем на большинстве промышленных предприятий Москвы того времени — около 60—70 руб. в месяц.

## Приватизация
В апреле 1992 года в связи с новым российским антимонопольным законодательством объединение «Молоко» было ликвидировано, а входящие в него предприятия акционированы; 51 % акций Лианозовского комбината распределены в трудовом коллективе, 29 % получили поставщики молока, а 20 % — Правительство Москвы. Позднее данная схема приватизации была признана незаконной Конституционным Судом, и на это особо указывалось в отчётности «Вимм-Билль-Данна» в 2000-е годы как на фактор риска для компании-владельца предприятия.
В условиях самостоятельности руководство предприятия предприняло шаги по оптимизации деятельности: демонтированы и проданы как металлический лом линии по розливу в стеклянную тару, наполовину сокращён персонал, переданы городу находившиеся на балансе предприятия школа и детский сад. Годовой объём выпуска продукции в 1992 году сократился с 200 тыс. за предыдущий период до 59 тыс. тонн, многие высвободившихся производственные площади сданы в аренду. В связи со снижением надоев и резким падением спроса в результате либерализации цен, на комбинате освоен выпуск недорогой продукции из сухого молока, получаемого по линии гуманитарной помощи при содействии Правительства Москвы. В первые годы после приватизации сбыт по-прежнему осуществлялся на условиях самовывоза непосредственно с комбината без какой-либо специальной системы продаж, но крупная металлическая оптовая тара была заменена на пластиковые контейнеры, вмещающие 12 литров молока и 9 кг творога, благодаря чему закупать продукцию могли относительно небольшие предприятия торговли и общественного питания.
В результате мер по снижению издержек годовой объём выпуска готовой продукции к 1995 году вырос до 180 тыс. тонн, а к 1996 году — до 264 тыс. тонн, ассортимент молочной продукции составил 40 видов. К 1996 году количество работников предприятия составило 1,1 тыс., средняя зарплата — немногим менее 1 млн руб. в месяц (около $180 по курсу на конец 1996 года), в начале 1997 году средняя месячная зарплата на комбинате составляла около $500, а к середине 1997 года — вышла на уровень $1000.

## Поглощение «Вимм-Билль-Данном»
Фирма «Вимм-Билль-Данн», основанная в 1992 году предпринимателями Сергеем Пластининым и Михаилом Дубининым, арендовала на Лианозовском комбинате молочную линию по розливу продукции в бумажные пакеты Tetra Pak и в 1993 году запустила производство соков и нектаров из немецкого концентрата Doller. Благодаря интенсивной рекламной кампании продукция пользовалась высоким спросом и в 1993—1994 годы фирма приобрела Раменский молочный комбинат, который переориентировала на выпуск соков, вскоре были приобретены Царицынский молочный комбинат и соседний Лианозовский завод детских молочных продуктов. По состоянию на 1994—1997 годы крупнейшим акционером «Вимм-Билль-Данна» был директор Лианозовского комбината Владимир Тамбов с пакетом 30 % акций, ещё 30 % принадлежали Пластинину и Дубинину, остальные акции — подконтрольны группе во главе с Гавриилом Юшваевым и Давидом Якобашвили. В 1994—1997 годы Владимир Тамбов был одновременно генеральным директором комбината и президентом фирмы «Вимм-Билль-Данн». С некоторого момента эмблема «Вимм-Билль-Данна» (стилизованный миттельшнауцер) отпечатывалась на всей молочной продукции комбината.
В 1995 году «Вимм-Билль-Данн» приступил к скупке акций комбината, консолидировав к 1996 году почти ¾ акций предприятия. В начале 1997 года на комбинате возник конфликт между Тамбовым и другими акционерами «Вимм-Билль-Данна», поводами стали замена логотипа «Вимм-Билль-Данна» на молочных пакетах на надпись «850 лет Москве» и отказ Тамбова развивать сеть распространения продукции (90 % продукции по-прежнему отпускалось непосредственно с комбината на условиях самовывоза). По мнению Тамбова, конфликт был вызван несогласием акционеров «Вимм-Билль-Данна» с программой повышения заработной платы. В марте 1997 года совет директоров комбината, в который входили Тамбов, директор производства Леонид Компаниец и три представителя других акционеров «Вимм-Билль-Данна», тремя голосами против двух принял решение об отстранении Тамбова с поста генерального директора и назначении на эту должность Сергея Пластинина. После этого комбинат был остановлен на 10 дней, по одной из версий — из-за намеренного саботажа отстранённого руководства, изъявшего электронные узлы АСУТП, по другой — из-за неспособности нового руководства управлять автоматизированными линиями.
Частью трудового коллектива была написана жалоба в Правительство Москвы, контролировавшее на тот момент ⅕ акций комбината, а Тамбов заявил в столичную прокуратуру о шантаже его семьи. В связи с ситуацией Правительством Москвы была образована специальная конфликтная комиссия, а ОМОН снял с комбината охрану «Вимм-Билль-Данна» и возвратил директорское кресло Тамбову. В результате работы конфликтной комиссии рекомендовано было передать пост генерального директора Александру Орлову, возглавлявшему на тот момент Лианозовский завод детских молочных продуктов, уже принадлежавший «Вимм-Билль-Данну», и, чтобы исключить единовластие при принятии оперативных решений, организовано правление из ведущих специалистов предприятия. Вскоре на внеочередном собрании акционеров сменён состав совета директоров, включивший на этот раз пятерых представителей «Вимм-Билль-Данна» и двух представителей московского правительства, возглавил совет сотрудник департамента науки и промышленности Москвы Виктор Скопинов.

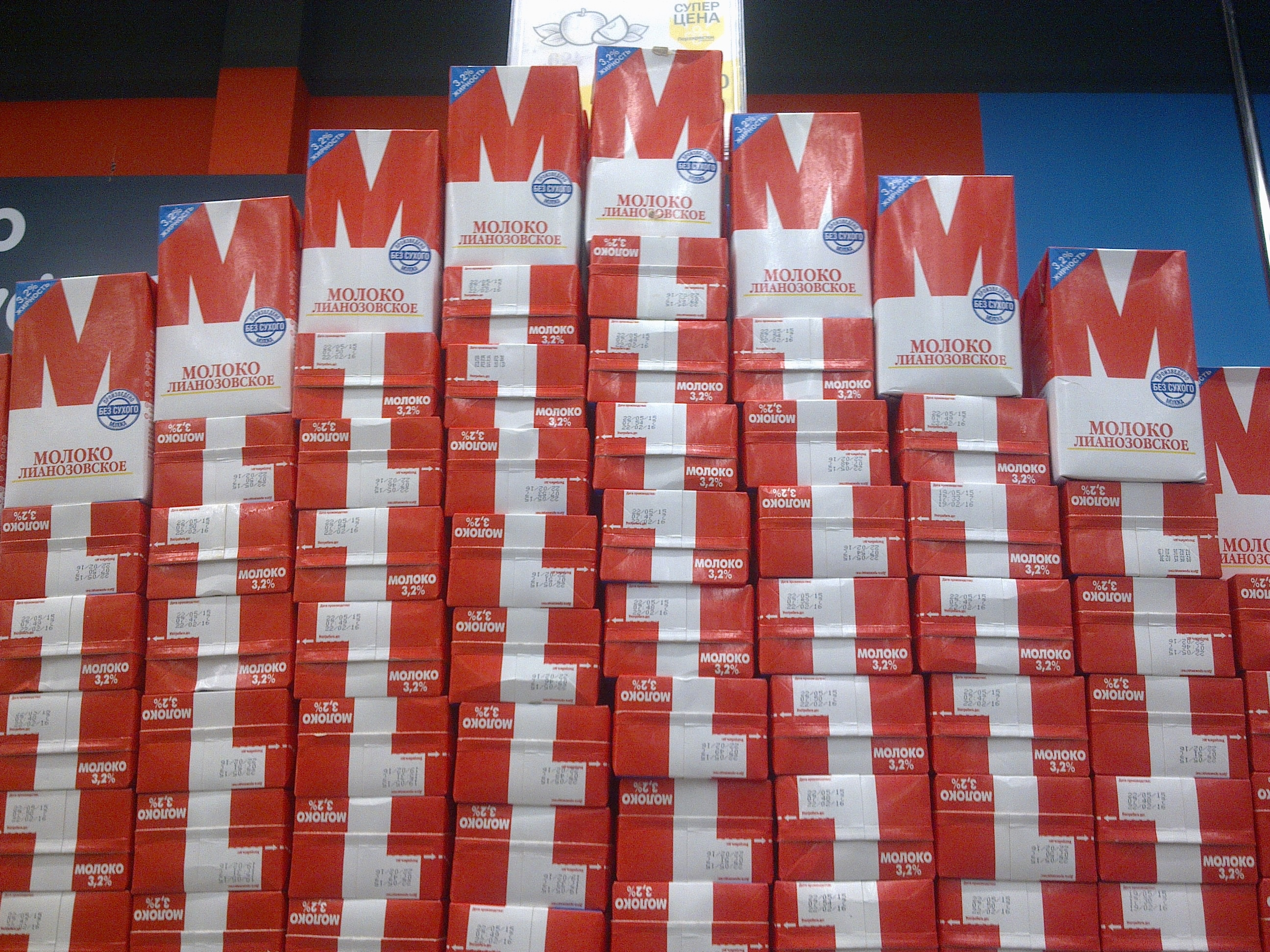
Распродажа молока торговой марки «Лианозовское» в розничном магазине. Молоко под этим брендом разливается не только на Лианозовском молочном комбинате, но и на других заводах «Вимм-Билль-Данна»

Таким образом, в 1995—1997 годы комбинат перешёл во владение «Вимм-Билль-Данна» и во второй половине 1990-х годов интегрирован в структуру компании. В отчёте 1999 года среди физических лиц, напрямую владеющих акциями ОАО «Лианозовский молочный комбинат», указаны: Михаил Дубинин, Сергей Пластинин (по 17,28 %), Александр Орлов (9,8 %), Михаил Вишняков, Павел Дудников и Евгений Ярославский (по 4,96 %), а среди зависимых обществ этого юридического лица указаны некоторые молочные заводы «Вимм-Билль-Данна» и одна из его структур — ЗАО «Производственно-торговая группа ВБД» (25 % в зависимом обществе). 15 % акций комбината оставалось у Правительства Москвы, в 2000 году они были проданы на инвестиционном конкурсе за $0,9 млн под гарантии вложений в модернизацию завода в размере $8,2 млн, победителем конкурса стало юридическое лицо Царицынского молочного комбината, входящего в «Вимм-Билль-Данн». Примечательно, что в том же году Лианозовский молочный комбинат стал победителем инвестиционного конкурса по продаже 15 % акций Царицынского комбината, принадлежавших Правительству Москвы, сумма сделки составила $0,2 млн, заявленный объём инвестиций — $5,5 млн, таким образом, «Вимм-Билль-Данном» за $1,1 млн выкуплены столичные доли обоих предприятий под гарантии взаимных инвестиций.
Во второй половине 2010-х годов предприятие получило статус промышленного комплекса (что дало некоторые льготы с точки зрения регионального налогообложения). В 2018 году на предприятии пущены две новых линии — по производству термостатного йогурта и приготовлению мягкого творога.

## Показатели деятельности
До первой половины 2001 года публиковались финансовые показатели предприятия, в 2000 году его оборот составил $250 млн (более половины выручки всего «Вимм-Билль-Данна»), а показатель EBITDA — $42 млн, с этими показателями предприятие заняло 58-е место в рейтинге российских промышленных компаний «Эксперт—200»; в материалах начала 2000-х годов комбинат назывался крупнейшим молочным предприятием Европы.
По состоянию на 2009 год комбинат являлся крупнейшим российским производителем питьевого молока с долей рынка 8,6 %, более чем вдвое опережая ближайшее по объёмам предприятие — Царицынский молочный комбинат (также принадлежавший «Вимм-Билль-Данну» и перешедший в состав PepsiCo).
По результатам 2014 года занял третье место среди российских предприятий по объёму переработки молока с показателем 292 тыс. тонн, уступив комбинату «Воронежский» компании «Молвест» и чеховскому заводу компании Danone.